# Spatangidae
Gli Spatangidi (Spatangidae Gray, 1825) sono una famiglia di ricci di mare.

## Tassonomia
Comprende i seguenti generi:
- Granopatagus Lambert, 1915
- Plethotaenia H.L. Clark, 1917
- Spatangus Gray, 1825